# Chalciporus aurantiacus
Chalciporus aurantiacus är en svampart som först beskrevs av Robert Francis Ross McNabb, och fick sitt nu gällande namn av Pegler & T.W.K. Young 1981. Chalciporus aurantiacus ingår i släktet Chalciporus och familjen Boletaceae.   Inga underarter finns listade i Catalogue of Life.